# Stenorrhynchos
Stenorrhynchos é um género botânico pertencente à família das orquídeas (Orchidaceae).

## Espécies
1. Stenorrhynchos albidomaculatum Christenson, J. Orchideenfr. 12: 12 (2005)
2. Stenorrhynchos austrocompactum Christenson, J. Orchideenfr. 12: 16 (2005)
3. Stenorrhynchos glicensteinii Christenson, J. Orchideenfr. 12: 20 (2005)
4. Stenorrhynchos speciosum (Jacq.) Rich., De Orchid. Eur.: 37 (1817) - espécie tipo
5. Stenorrhynchos vaginatum (Kunth) Spreng., Syst. Veg. 3: 710 (1826)